# Soberanía nacional

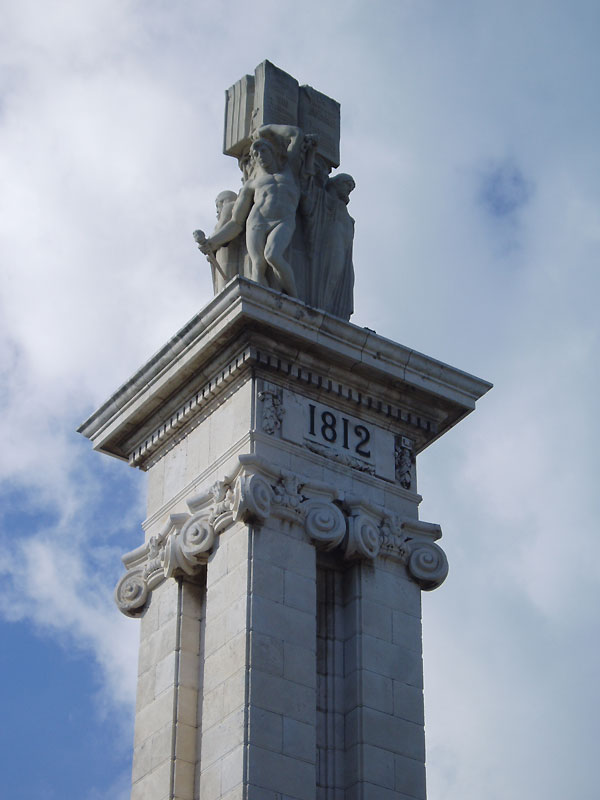
Detalle del monumento a la Constitución de 1812 en Cádiz, la primera de España, la Soberanía nacional.

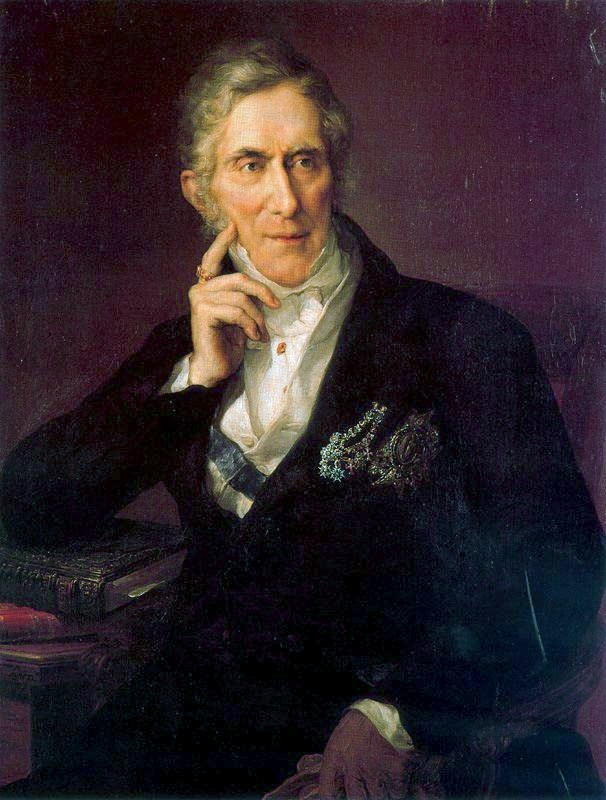
Retrato del político español Evaristo Pérez de Castro, que desempeñó un papel muy activo en las Cortes de Cádiz durante la Invasión francesa de España (1808-1814), destacando su reclamación de la Soberanía Nacional.

La soberanía nacional es un concepto que le da todo el poder a las cortes y al rey. Estos dejan constancia en la constitución que le ceden el poder al Estado. Ahora el rey se convierte en un mero representante surgido de la teoría política liberal, que puede remontarse a Locke y Montesquieu (finales del siglo XVII en Inglaterra, siglo XVIII en Francia). Hace pertenecer la soberanía a la nación, una entidad abstracta y única, vinculada normalmente a un espacio físico (la "tierra patria"), a la que pertenecen los ciudadanos presentes tanto como los pasados y futuros, y se define como superior a los individuos que la componen. El mismo concepto de ciudadano (sujeto de derechos, en igualdad de derechos con los demás miembros de la nación, y no súbdito u objeto pasivo de pertenencia a una entidad política que se le impone) está asociado al principio de soberanía nacional. En la teoría clásica, la soberanía nacional se traduce en un régimen representativo, porque la nación no puede gobernarse a sí misma directamente (ni siquiera en los sistemas de democracia directa, dada la imposibilidad de reunir de hecho a la "nación entera"). La simple mayoría del pueblo (concepto también difuso, pero más equivalente al conjunto de los habitantes de una nación) no es necesariamente la voluntad de la nación, si ésta es superior a los ciudadanos individuales.[cita requerida]
Al tomar el cuerpo civil como un cuerpo político organizado, con vida propia y necesidades comunes, se acuña el término soberanía nacional en la Revolución francesa (1789) desgajando el individuo de la capacidad individual de decisión y portándolo al cuerpo nacional. En los debates previos, fue notable la aportación del abate Sieyès con su panfleto Qué es el Tercer Estado, en que identificaba los intereses de este (el Tercer Estado o también, los no privilegiados, en la práctica la burguesía), con los de la nación francesa. La formulación que se acuñó en el artículo 3 de la Declaración de los Derechos del Hombre y del Ciudadano determinó que "toda soberanía reside esencialmente en la nación". Así la soberanía nacional se concebirá como una, indivisible e inalienable, que no puede confundirse con los individuos que la conforman.